# Boidinia dendrophysata
Boidinia dendrophysata är en svampart som beskrevs av Boidin & Gilles 2000. Boidinia dendrophysata ingår i släktet Boidinia och familjen kremlor och riskor.   Inga underarter finns listade i Catalogue of Life.